# Lymantria hadina
Lymantria hadina este o specie de molii din genul Lymantria, familia Lymantriidae, descrisă de Butler 1881 Conform Catalogue of Life specia Lymantria hadina nu are subspecii cunoscute.